# Absolutely Free
Albums de Frank Zappa & The Mothers of Invention
Freak Out!
(1966) We're Only in It for the Money
(1968)
Absolutely Free est le deuxième album de Frank Zappa avec les Mothers of Invention.

## Genèse de l'album
À la suite du premier album des Mothers of Invention, Freak Out!, Frank Zappa se lance dans l'élaboration du deuxième album. Cependant, la somme allouée au groupe afin d'enregistrer cet opus est minime. « Lorsqu'il fut question d'enregistrer notre deuxième disque, la MGM nous annonça que le budget ne pouvait dépasser 11000 $. Les plannings d'enregistrements étaient si serrés qu'il nous fut impossible de peaufiner quoi que ce soit » expliqua Zappa.
En effet, durant novembre 1966, les Mothers of Inventions eurent droit en tout et pour tout à quatre séances d'enregistrement de six heures chacune. Aucune possibilité ne fut offerte au groupe afin de mixer et de monter l'album en dehors de ces séances. Du coup, beaucoup de déchets apparaissent sur certains morceaux, les bandes ont été saisies d'autorité alors que le montage et le mixage était encore en cours !
De ce fait, la réalisation de cet album est une performance. Pour éviter toute erreur qui aurait fait perdre un temps précieux, Zappa organisa des séances de répétition interminables et scinda les morceaux présents sur l'album afin de pouvoir les enregistrer plus facilement. De par ce travail titanesque, Frank Zappa prouva une fois de plus son habileté à travailler dans des conditions des plus difficiles et à sauver ce qui était voué à l'échec. Mieux, l'urgence et la confusion sonore seront les deux aspects principaux du nouvel album, donnant une impression d'innovation.

## Caractéristiques artistiques

### Analyse des morceaux
Plastic PeopleCette chanson se réfère aux gens "bidons", thématique déjà abordée dans le morceau You're Probably Wondering Why I'm Here sur Freak Out! mais repris ici sur un ton plus caustique : « J'entends les bruits des bottes sur Sunset Boulevard. De Crescent Heights jusqu'à Pandora's Box, on est confronté à une vaste quantité de gens en plastique. Prenez une journée et promenez-vous, regardez les nazis parcourir votre ville. Rentrez chez vous et maîtrisez-vous. Vous pensez que cette chanson est pour quelqu'un d'autre ? ». Les premiers couplets semblent être une charge tous azimuts pour ceux qui représentent l'autorité - CIA, la Police, etc. - mais au-delà de cette évidence Zappa souhaitait réveiller les consciences : « À l'époque, les gens étaient prêts à accepter tout ce qu'on leur offrait : politiquement, musicalement, socialement - tout. On leur offrait et ils ne posaient pas de questions. Alors je me suis décidé à les secouer, à les faire sortir de ce contentement, de leur ignorance, qu'ils se posent des questions ». Seulement, les auditeurs auxquels s'adresse la chanson ne voulaient voir qu'une banale dénonciation des lobbies commerciaux et de l'autoritarisme dans toutes ses formes. Mais finalement, Zappa souhaitait, lui, faire comprendre que ces "gens bidons" ne sont pas ceux qui créent les modes, mais ceux qui les consomment.
Call Any Vegetable« Voilà une chanson sur les légumes. Ils vous maintiennent minces, ils sont vraiment bons pour vous ». Seulement la suite des paroles ne semblent avoir aucune signification particulière, car Zappa demande à l'auditeur d'appeler tous les légumes : « Rutabaga, rutabaga. Le pruneau n'est pas un légume ! Le chou est un légume ! Personne ne saura si vous vous voulez pas qu'ils sachent ».". Le fait est que ce non-sens est parfaitement volontaire de la part de Zappa ; replacé dans le contexte de la psychose des écoutes téléphoniques des milieux marginaux d'Hollywood, il prend là tout son sens : c'est un langage secret en remplaçant certains mots par des noms de légumes, un peu comme des mafieux parlant un dialecte sicilien totalement incompréhensible sauf pour eux. À l'écoute de la face A de l'album (jusqu'à Soft-sell Conclusion) l'influence de Stravinsky est manifeste : on retrouve le début du Sacre du printemps ainsi que la berceuse de L'Oiseau de feu, tous deux joués sur Dukes of Prunes. L'invocation et danse rituelle de la jeune citrouille est une autre référence ; en effet, la citation finale provient de la marche royale, extraite de L'Histoire du soldat. Zappa disait qu'avec Edgar Varèse, Stravinsky était l'autre grande découverte de sa vie : « C'est ce que j'aime par-dessus tout chez Stravinsky. C'est exactement ce que je recherche en musique »
Brown Shoes Don't Make ItFrank Zappa décrivait ce morceau comme « une chanson sur les malheureux qui fabriquent les lois, des ordonnances iniques et qui ne se rendent pas compte que les restrictions qu'ils imposent aux jeunes dans la société sont le résultat de leurs propres frustrations sexuelles ». Celle-ci raconte l'histoire d'une jeune fille de treize ans qui entretient en douce une relation avec un notable "Old City Hall Fred". La chanson fera scandale, jusqu'aux bureaux de la MGM, surtout dans la façon très crue qu'a Zappa de raconter les actes obscènes entre l'adolescente et le notable, argumentant même dans le sens du "Vieux Fred" : « Elle n'a que 13 ans mais elle sait comment être indécente. C'est un sale petit esprit, corrompu, corrodé. J'ai pigé qu'elle voulait se faire charger. Si c'était ma fille ? - Qu'est-ce que tu ferais Papa ? ». Au-delà du scandale, ce que souhaite Frank Zappa, c'est dénoncer le triomphe de l'impunité, mais que quelle que soit la nature de ces actes, l'Américaine puritaine et bon teint préfèrera toujours ignorer le problème.

## Titres des chansons - Durée
1. Plastic People - 3 min 42 s
2. The Duke of Prunes - 2 min 13 s
3. Amnesia Vivace - 1 min 01 s
4. The Duke Regains His Chops - 1 min 52 s
5. Call Any Vegetable - 2 min 15 s
6. Invocation and Ritual Dance of the Young Pumpkin - 7 min 00 s
7. Soft-Sell Conclusion - 1 min 40 s
8. Big Leg Emma [*] - 2 min 31 s
9. Why Don'tcha Do Me Right? [*] - 2 min 37 s
10. America Drinks - 1 min 52 s
11. Status Back Baby - 2 min 54 s
12. Uncle Bernie's Farm - 2 min 10 s
13. Son of Suzy Creamcheese - 1 min 34 s
14. Brown Shoes Don't Make It - 7 min 30 s
15. America Drinks and Goes Home - 2 min 46 s

Tous les titres sont composés par Frank Zappa.
* Seulement sur l'édition CD.

## Musiciens
- Frank Zappa : guitare, clavier, chant
- Jimmy Carl Black : percussions, batterie
- Ray Collins : guitare, chant
- Don Ellis : trompette sur « Brown Shoes Don't Make It »
- Roy Estrada : basse, chant
- Bunk Gardner : bois
- Billy Mundi : batterie, chant
- Don Preston : basse, clavier
- John Rotella : percussions
- Jim Sherwood : guitare, chant, vents
- Pamela Zarubica : chant

## Production
- Production : Frank Zappa, Tom Wilson
- Ingénierie : Val Valentine, Ami Hadani
- Remixage : David Greene
- Arrangements : Frank Zappa
- Conception pochette : Ferenc Dobronyi, Cal Schenkel
- Mise en page : Frank Zappa
- Photo de la pochette : Alice Ochs
- Dessin pochette : Frank Zappa
- Photographie : Jerry Deiter
- Travail artistique : Alice Ochs
- Collage : Frank Zappa

## Classement
Album - Billboard (Amérique du Nord)
| Année | Catégorie | Position |
| ----- | --------- | -------- |
| 1967  | Album Pop | 41       |